# Crnča, Bijelo Polje
Crnča este un sat din comuna Bijelo Polje, Muntenegru. Conform datelor de la recensământul din 2003, localitatea are 486 de locuitori (la recensământul din 1991 erau 515 locuitori).

## Demografie
În satul Crnča locuiesc 336 de persoane adulte, iar vârsta medie a populației este de 33,8 de ani (33,7 la bărbați și 34,0 la femei). În localitate sunt 125 de gospodării, iar numărul mediu de membri în gospodărie este de 3,89.
Populația localității este foarte eterogenă.
|  |

| Demografie | Demografie | Demografie |
| An         | Locuitori  | Locuitori  |
| ---------- | ---------- | ---------- |
|            |            |            |
|            |            |            |
|            |            |            |
|            |            |            |
| 1948       | 375        |            |
| 1953       | 424        |            |
| 1961       | 427        |            |
| 1971       | 452        |            |
| 1981       | 536        |            |
| 1991       | 515        | 507        |
| 2003       | 564        | 486        |

| \| Componența etnică conform recensământului din 2003[2] \| Componența etnică conform recensământului din 2003[2] \| Componența etnică conform recensământului din 2003[2] \| Componența etnică conform recensământului din 2003[2] \| Componența etnică conform recensământului din 2003[2] \| \| ----------------------------------------------------- \| ----------------------------------------------------- \| ----------------------------------------------------- \| ----------------------------------------------------- \| ----------------------------------------------------- \| \| \| \| \| \| \| \| Sârbi \| Sârbi \| \| 209 \| 43% \| \| Bosniaci \| Bosniaci \| \| 128 \| 26,33% \| \| Muntenegreni \| Muntenegreni \| \| 105 \| 21,6% \| \| Musulmani \| Musulmani \| \| 38 \| 7,81% \| \| Iugoslavi \| Iugoslavi \| \| 2 \| 0,41% \| \| Rusi \| Rusi \| \| 1 \| 0,2% \| \| Macedoneni \| Macedoneni \| \| 1 \| 0,2% \| \| necunoscută \| necunoscută \| \| 2 \| 0,41% \| |              |  |     |        |
| Componența etnică conform recensământului din 2003 |              |  |     |        |
| |              |  |     |        |
| Sârbi | Sârbi        |  | 209 | 43%    |
| Bosniaci | Bosniaci     |  | 128 | 26,33% |
| Muntenegreni | Muntenegreni |  | 105 | 21,6%  |
| Musulmani | Musulmani    |  | 38  | 7,81%  |
| Iugoslavi | Iugoslavi    |  | 2   | 0,41%  |
| Rusi | Rusi         |  | 1   | 0,2%   |
| Macedoneni | Macedoneni   |  | 1   | 0,2%   |
| necunoscută | necunoscută  |  | 2   | 0,41%  |